# جایزه اسکار بهترین فیلم بین‌المللی
جایزه اسکار بهترین فیلم بین‌المللی (با نام قبلی اسکار بهترین فیلم خارجی‌زبان) یکی از جوایز معتبر اسکار است که از سوی آکادمی علوم و هنرهای سینما به فیلم‌های غیر انگلیسی زبان این مراسم تعلق می‌گیرد.

## تاریخچه
هنگامی که نخستین مراسم اسکار در سال ۱۹۲۹ برگزار شد جایزه‌ای مجزا برای فیلم‌های زبان‌های خارجی وجود نداشت. در خلال سال‌های ۱۹۴۷ تا ۱۹۵۵ برنامه‌ای برای اعطای جایزه به فیلم خارجی مطرح شد تا این‌که در بیست و نهمین دوره، در سال ۱۹۵۶، بود که این جایزه رسماً به یک فیلم خارجی تعلق گرفت. از آن زمان هر سال یک فیلم غیرانگلیسی زبان در این مراسم جایزه می‌گیرد.

## شرایط نامزدی
برخلاف جوایز دیگرِ اسکار، لازم نیست که حتماً فیلم‌های نامزد شده در این بخش در سینماهای آمریکا اکران شده باشند. کافی است که، در مدتی که آکادمی مشخص می‌کند، در کشوری که آن فیلم را نامزد کرده، دست‌کم به‌مدت ۷ روز در سینماهای تجاری اکران شده باشد. شرط مهم دیگر این است که بخشِ عمدهٔ دیالوگ‌های فیلم‌ها باید حتماً به زبانی غیر از انگلیسی باشد و آکادمی روی این موضوع سخت‌گیری می‌کند. همچنین آکادمی فیلم‌هایی را که پیش از اکران در سینما از رسانه‌های دیگر مثل تلویزیون و اینترنت پخش شده باشند به نامزدی در این بخش قبول نمی‌کند.

## انتقادات
در سال ۲۰۰۷ خانم باولا تالوار کارگردان فیلم درام ادعا کرد که فیلم وی به نفع فیلم گارد شاهی اکلایا که نویسنده فیلم نامه‌اش با هیئت انتخاب کنندگان ارتباط داشته حذف شده‌است.

## فیلم‌های فارسی‌زبان
فیلم دایره مینا در سال ۱۹۷۷ میلادی نخستین فیلم ایرانی بود که به اسکار ارسال گردید. از آن زمان تاکنون هر ساله فیلم‌های ایرانی به این آکادمی معرفی شده‌اند که تاکنون سه فیلم بچه‌های آسمان اثر مجید مجیدی، جدایی نادر از سیمین و فروشنده اثر اصغر فرهادی به عنوان پنج نامزد نهایی پذیرفته شده‌اند. اگرچه در سال ۱۹۹۹ مجیدی امکان دریافت این جایزه را از دست داد اما سرانجام جدایی نادر از سیمین توانست در هشتاد و چهارمین دوره جوایز اسکار این جایزه را از آن خود کند
برای دومین بار از ایران در سال ۲۰۱۷ فیلم فروشنده به کارگردانی اصغر فرهادی توانست در هشتاد و نهمین دوره جوایز اسکار جایزه بهترین فیلم بین‌المللی را دریافت کند.
همچنین سینمای افغانستان نیز تاکنون شش فیلم فارسی‌زبان را به اسکار از سال ۲۰۰۲ تاکنون معرفی کرده‌است که فیلم ۱۶ روز در افغانستان در سال ۲۰۰۹ از طرف آکادمی به دلیل کیفیت پایین مورد پذیرش قرار نگرفت. صدیق برمک و عتیق رحیمی نیز دو تن دیگر از سینماگران افغانستانی هستند که تاکنون فیلم‌هایی به این مراسم ارسال کرده‌اند که در نهایت پذیرفته نشده‌اند.

## تعلق جایزه
برخلاف جایزهٔ اسکار برای بهترین فیلم سال که به تهیه‌کنندگان فیلم تعلق دارد، جایزهٔ اسکار بهترین فیلم خارجی‌زبان به شخص خاصی اهدا نمی‌شود و متعلق به کشوری است که آن فیلم از طرف آن کشور معرفی شده‌است. در بیشتر سال‌ها کارگردان فیلم برای دریافت جایزه توسط آکادمی در نظر گرفته شده‌است اما در برخی موارد تهیه‌کننده جایزه را دریافت کرده‌است. تا ۱۳۹۲ (۲۰۱۴) تنها نام فیلم و کشور سازنده بر روی تندیس اسکار حک می‌شد اما پس از این سال نام کارگردان یا دریافت‌کننده نیز درج می‌شود.